# Ерековци
Ерековци (мкд. Ерековци) су насеље у Северној Македонији, у јужном делу државе. Ерековци припадају општини Прилеп.
Село се налази у саставу Општине Прилеп (до 2004. се налазило у општини Тополчани). Поред села пролази пут Прилеп - Битољ.

## Географија
Насеље Ерековци су смештени у јужном делу Северне Македоније. Од најближег већег града, Прилепа, насеље је удаљено 23 km јужно.
Ерековци се налазе у средишњем делу Пелагоније, највеће висоравни Северне Македоније. Село је смештено у средишњем делу поља, а најближа планина је Селечка планина, 10 km источно. надморска висина насеља је приближно 600 метара.
Клима у насељу је континентална.

## Становништво
По попису становништва из 2002. године Ерековци су имали 385 становника.
Претежно становништво у насељу су етнички Македонци (99%). До почетка 20. века већину у насељу чини су Турци.
Већинска вероисповест у насељу је православље.

## Делатности и садржаји у насељу
Становништво Ерековаца се бави искључиво земљорадњом посебно са узгојем дувана и житних култура (највише пшеница и јечам).
У Ерековцима се налази основна школа са четири разреда и земљорадничка задруга. 